# Хамбург (Њу Џерзи)
Хамбург (енгл. Hamburg) град је у америчкој савезној држави Њу Џерзи.

## Демографија
По попису из 2010. године број становника је 3.277, што је 172 (5,5%) становника више него 2000. године.
| Група             | 2000.         | 2010.         |
| Белци             | 2.819 (90,8%) | 2.855 (87,1%) |
| Афроамериканци    | 23 (0,7%)     | 66 (2,0%)     |
| Азијати           | 71 (2,3%)     | 67 (2,0%)     |
| Хиспаноамериканци | 131 (4,2%)    | 225 (6,9%)    |
| Укупно            | 3.105         | 3.277         |